# Ufficio di statistica del Canton Ticino
L' Ufficio di statistica del Canton Ticino o USTAT è il servizio statistico centrale del Canton Ticino (Svizzera) ed è responsabile del coordinamento della statistica pubblica ticinese. È stato istituito nel 1929, ha sede in via Bellinzona, 31 a Giubiasco. Dal 2014 il capoufficio (direttore) è Pau Origoni.

## Attività
In qualità di autorità cantonale competente, l'Ustat produce, direttamente o indirettamente (utilizzando fonti amministrative), i principali dati della statistica pubblica ticinese. È responsabile del trattamento e dell'archiviazione dei dati inerenti alle principali statistiche a valenza cantonale e ne assicura la pubblicazione e la diffusione. Realizza analisi e ricerche sui principali fenomeni relativi alla popolazione, all'economia, alla vita sociale, all'ambiente e all'uso del territorio. Inoltre, fornisce prestazioni di natura statistica alle unità amministrative del Cantone, ai Comuni e a altri organismi e risponde alle numerose richieste di informazioni formulate dal pubblico (operatori economici, media, politici, ricercatori, studenti ecc.).
In qualità di coordinatore della statistica cantonale, in collaborazione con i principali organismi coinvolti, prepara il programma pluriennale della statistica cantonale e assicura il coordinamento a livello federale, regionale e internazionale, intrattenendo le necessarie relazioni.

## Basi legali e principi etici
L'ufficio è stato istituito con Decreto legislativo del 19 febbraio 1929, il quale è stato abrogato e sostituito dalla legge sulla statistica cantonale (LStaC) del 22 settembre 2009 e dal regolamento del 2 marzo 2010 concernente la legge sulla statistica cantonale (RLStaC). La statistica pubblica ha le sue basi nella Costituzione svizzera in quanto, dal 18 aprile 1999, comprende il nuovo articolo 65 che ne regola il mandato e le competenze. Nel 24 maggio 2002 gli uffici regionali di statistica svizzeri, per tramite della Conferenza svizzera degli uffici regionali di statistica (CORSTAT), hanno adottato la Carta della statistica pubblica, il codice deontologico che definisce i fondamenti etici inerenti alla statistica pubblica svizzera.